# 34+35
34+35 è un singolo della cantautrice statunitense Ariana Grande, pubblicato il 3 novembre 2020 come secondo estratto dal sesto album in studio Positions.

## Descrizione
Il brano è stato scritto dalla stessa cantante con Scott Nicholson, Victoria Monét, Tayla Parx, Peter Lee Johnson, Travis Sayles, Courageous Xavier Herrera, Tommy Brown e Steven Franks, ed è stato prodotto da questi ultimi due. Musicalmente 34+35 è stata descritta come una canzone R&B e pop, il cui testo parla della vita sessuale tra la cantante e il suo fidanzato Dalton Gomez.

## Video musicale
Il video musicale, diretto da Director X, è stato reso disponibile il 17 novembre 2020.

## Tracce
Testi di Ariana Grande, Victoria Monét, Tayla Parx e Scott Nicholson. Musiche di Ariana Grande, Tommy Brown, Steven Franks, Peter Lee Johnson e Albert Stanaj.
Download digitale
1. 34+35 – 2:53

Download digitale – Remix
1. 34+35 (feat. Doja Cat & Megan Thee Stallion) (Remix) – 3:02

CD singolo
1. 34+35 (feat. Doja Cat & Megan Thee Stallion) (Remix Explicit) – 3:02
2. 34+35 (feat. Doja Cat & Megan Thee Stallion) (Remix Edit) – 3:02

## Formazione
Musicisti
- Ariana Grande – voce, arrangiamento
- Peter Lee Johnson – strumenti ad arco

Produzione
- Tommy Brown – produzione
- Mr. Franks – produzione
- Courageous Xavier Herrera – co-produzione
- Ariana Grande – produzione vocale, ingegneria del suono
- Billy Hickey – ingegneria del suono
- Șerban Ghenea – missaggio
- Randy Merrill – mastering

## Successo commerciale
34+35 ha fatto il suo debutto all'8º posto della Billboard Hot 100 statunitense, segnando la diciottesima top ten di Grande in madrepatria. Nel corso della settimana ha totalizzato 21,7 milioni di riproduzioni in streaming, ha venduto 3 000 copie e ha raggiunto 5,7 milioni di radioascoltatori. A seguito della commercializzazione del remix in collaborazione con Doja Cat e Megan Thee Stallion, la canzone è risalita al 2º posto, divenendo la seconda top ten di Doja Cat e la terza di Megan Thee Stallion. Ha raggiunto contemporaneamente la medesima posizione nella Streaming Songs con 24,2 milioni di riproduzioni, è rientrato nella Digital Songs al numero 8 con 8 000 copie distribuite e infine si è posizionata 10ª nella Radio Songs avendo raggiunto 45,5 milioni di ascoltatori via radio.
Il singolo ha esordito al 9º posto della Official Singles Chart britannica grazie 25 295 copie vendute, diventando la diciannovesima top ten della cantante. In seguito alla pubblicazione del remix, il brano ha raggiunto un nuovo picco alla 3ª posizione, grazie a 30 124 copie distribuite. Come da regolamento della Official Charts Company, nonostante entrambe le versioni abbiano contribuito al nuovo piazzamento, solo quella originale compare in classifica.

## Classifiche

### Classifiche settimanali
| Classifica (2020-21) | Posizione massima |
| -------------------- | ----------------- |
| Australia            | 5                 |
| Austria              | 40                |
| Belgio (Fiandre)     | 51                |
| Belgio (Vallonia)    | 58                |
| Canada               | 5                 |
| Corea del Sud        | 107               |
| Croazia              | 59                |
| Danimarca            | 33                |
| Francia              | 86                |
| Grecia               | 11                |
| Irlanda              | 4                 |
| Italia               | 82                |
| Lituania             | 16                |
| Malaysia             | 3                 |
| Norvegia             | 26                |
| Nuova Zelanda        | 3                 |
| Paesi Bassi          | 32                |
| Perù                 | 52                |
| Portogallo           | 13                |
| Regno Unito          | 3                 |
| Repubblica Ceca      | 67                |
| Romania              | 100               |
| Singapore            | 2                 |
| Slovacchia           | 39                |
| Spagna               | 78                |
| Stati Uniti          | 2                 |
| Svezia               | 34                |
| Svizzera             | 33                |
| Ungheria             | 20                |

### Classifiche di fine anno
| Classifica (2021) | Posizione |
| ----------------- | --------- |
| Australia         | 53        |
| Canada            | 35        |
| Corea del Sud     | 200       |
| Nuova Zelanda     | 42        |
| Portogallo        | 176       |
| Regno Unito       | 65        |
| Stati Uniti       | 21        |